# Flèche brabançonne féminine
Cet article concerne la course féminine. Pour la course masculine, voir Flèche brabançonne.
Flèche brabançonne féminine est une course cycliste féminine belge. Créée en 2018, la course fait partie depuis sa création du calendrier de l'Union cycliste internationale en catégorie 1.1. Elle se court autour de Gooik dans la province du Brabant flamand. Elle succède à la Pajot Hills Classic.

## Parcours
Le parcours d'un peu plus de 130 km comprend entre 20 et 25 ascensions, sur les mêmes routes que la Flèche brabançonne, édition masculine. Dès l'édition de 2018, le parcours compte plusieurs secteurs pavés, dont 1 100 mètres sur la Opperstebosstraat à Oetingen, ainsi que le passage des côtes de Bosberg, de l’Onkerzeleberg et de deux fois le Congoberg.

## Palmarès
| Année | Vainqueur            | Deuxième             | Troisième        |
| ----- | -------------------- | -------------------- | ---------------- |
| 2018  | Marta Bastianelli    | Leah Kirchmann       | Marianne Vos     |
| 2019  | Sofie De Vuyst       | Marta Cavalli        | Coryn Rivera     |
| 2020  | Grace Brown          | Liane Lippert        | Floortje Mackaij |
| 2021  | Ruth Edwards         | Demi Vollering       | Elisa Balsamo    |
| 2022  | Demi Vollering       | Katarzyna Niewiadoma | Liane Lippert    |
| 2023  | Silvia Persico       | Demi Vollering       | Liane Lippert    |
| 2024  | Elisa Longo Borghini | Demi Vollering       | Alexandra Manly  |
| 2025  | Elisa Longo Borghini | Marianne Vos         | Femke Gerritse   |

## En savoir plus